# 大阪教育大前站
大阪教育大前站（日语：／ Osakakyoikudaimae eki */?）是位於大阪府柏原市旭丘四丁目，近畿日本鐵道（近鐵）的大阪線車站。車站編號為「D19」。

## 歷史
隨著大阪教育大學遷校，該校和柏原市請願建站，最後在1991年（平成3年）啟用。在車站建設地點是位處於河川沿岸和山坡，因此有一定的危險性，加上在建設地點的路段是處於一個連續急彎。因此在修建車站時，也興建新玉手山隧道，取代原來的玉手山隧道，以改良路軌彎位弧度。在1991年(平成3年）12月6日車站啟用時，新玉手山隧道同日貫通。但是車站啟用當日還未使用新隧道，因此在部分車站月台都是臨時加建。在1992年（平成4年）10月，新隧道正式投入運作，形成今天的姿態。車站興建與彎位改善工程的總費用為約60億3000萬日圓。現時舊線的新玉手山隧道大和八木出口附近還遺留部分路軌痕跡。

### 年表
- 1991年（平成3年）12月6日 - 大阪線河內國分至關屋之間加設此站[2]。
- 1992年（平成4年）10月16日 - 此站至關屋之間的上行線改用新玉手山隧道[2]。同月28日，下行線也使用新隧道[2]。
- 2007年（平成19年）4月1日 - 車站可以使用PiTaPa[4]。

## 車站構造
車站為地面車站，設有2面2線的相對式月台和跨站式站房。此站只有一處閘口和南北各一處出口。月台可容納6卡車廂。
此站是由近鐵八尾站管理的有人車站。設有可使用PiTaPa、ICOCA的自動閘機和自動補票機（可支援回數卡及IC卡，以及IC卡增值功能）。

### 月台
| 月台 | 路線   | 上下行 | 方向                                                     |
| ---- | ------ | ------ | -------------------------------------------------------- |
| 1    | 大阪線 | 下行   | 五位堂、大和八木、榛原、伊勢志摩、近鐵名古屋方向         |
| 2    | 大阪線 | 上行   | 河內國分、布施、大阪上本町、大阪難波、尼崎、神戶三宮方向 |

## 使用狀況
以下為近年度指定日期調查上下車人次列表。
- 2018年11月13日：6,484人
- 2015年11月10日：6,455人
- 2012年11月13日：6,204人
- 2010年11月9日：6,056人
- 2008年11月18日：6,364人
- 2005年11月8日：5,781人

## 車站周邊
- 大阪教育大學柏原校園
  - 除了學校假期，近鐵巴士（日语：近鉄バス）設有巴士路線（校巴）來往此站至校園之間。最尾一班巴士會前往國分站前。
- 柏原旭丘郵局
- 西名阪自動車道柏原交流道、柏原本線收費站（日语：柏原本線料金所）
- 國分醫院
- 關西福祉科學大學（日语：関西福祉科学大学）（步行約10分鐘）
- 關西女子短期大學（同上）
- 關西福祉科學大學高等學校（日语：関西福祉科学大学高等学校）（同上）
- 關西女子短期大學附屬幼稚園（日语：関西女子短期大学附属幼稚園）（同上）

## 相鄰車站
近畿日本鐵道
 大阪線
■快速急行、■急行
通過
（在大學入學中心考試日及大阪教育大學第2次考試期間，部分急行會臨時停靠）
■準急、■區間準急、■普通
河內國分（D18）－大阪教育大前（D19）－關屋（D20）

## 註腳
1. 1 2  近畿日本鐵道株式會社. . 近畿日本鐵道. 2010-12: 439–440. NDL 21906373 （日语）.
2. 1 2 3 4  曾根悟（監修）. . 朝日百科週刊. 2號 近畿日本鐵道 1. 朝日新聞出版. 2010-08-22: 18–23. ISBN 978-4-02-340132-7 （日语）.
3. 1 2  . 鐵道雜誌 (鐵道雜誌社). 1993年2月, (316): 107 （日语）.
4. ↑   (pdf) (新闻稿). 近畿日本鐵道. 2007-01-30  [2016-03-09]. （原始内容存档 (PDF)于2016-08-07） （日语）.
5. ↑  駅別乗降人員 大阪線 （页面存档备份，存于）（日語） - 近畿日本鐵道

## 外部連結
- 大阪教育大前 - 近畿日本鐵道（日語）